# Монстр с 21 лицом
Монстр с 21 лицом (яп. 面相い人21面相, Кайдзин Нидзюити Мэнсо) — псевдоним, использовавшийся неустановленным человеком либо группой лиц, ответственной за рассылку писем с шантажом главам двух крупных японских компаний в 1984 году. Мотивы преступников неизвестны по настоящее время.

## Похищение Кацухисы Эдзаки
Около 21:00 вечера 18 марта 1984 года двое мужчин в масках, вооруженных пистолетом и винтовкой (позже предполагалось, что это игрушечное оружие), воспользовались ключом, украденным из соседнего дома, чтобы войти в дом президента кондитерской компании «Ezaki Glico» Кацухисы Эдзаки. Дом по соседству принадлежал 70-летней матери Кацухисы, Ёси, и располагался на том же участке, окруженный кирпичной стеной. Преступники вломились в ее дом и связали ее с помощью перерезанной телефонной линии. Они забрали ключ от дома ее сына, в котором была установлена система безопасности. Проникнув в дом Кацухисы Эдзаки, преступники связали его супругу Микиэко (35 лет) и его старшую дочь Марико (7 лет). Микиэко предложила мужчинам деньги, и один из них ответил: «Помолчите. Деньги не имеют значения».
Перерезав несколько телефонных линий, неизвестные обнаружили Кацухису Эдзаки, купавшегося вместе со своими двумя другими детьми, Юкико (4 года) и Эцуро (11 лет). Бизнесмен был похищен голым из своего дома и затем доставлен на склад в город Ибараки, префектура Осака. Через три дня после своего похищения Эдзаки сумел сбежать, освободившись от веревок, которыми его связали. Однако он не смог идентифицировать преступников или предоставить полиции какие-либо подсказки относительно их мотивов. Через несколько недель после похищения Эдзаки банда подожгла несколько автомобилей в штаб-квартире компании. Затем, 16 апреля 1984 года, в здании компании «Glico» в Ибараки, в том же городе, где Эдзаки держали в плену, был обнаружен пластиковый контейнер, полный соляной кислоты.

## Письма

#### Письмо в «Ezaki Glico»
8 апреля 1984 года Монстр с 21 лицом отправил письмо в полицию, в котором говорилось:
«Дуракам из японской полиции: вы что, дураки? Вас так много, что, черт возьми, вы делаете? Если вы настоящие профи, попробуйте поймать меня. Здесь слишком много препятствий, поэтому я дам вам подсказку. Нет товарищей среди родственников Эдзаки, нет товарищей в полиции Нисиномии, нет товарищей в корпусе борьбы с наводнениями. Машина, которой я пользовался, серая, еда была куплена в Дайее. Если вам нужна новая информация, попросите ее в газете. После того, как я рассказал вам все это, вы должны быть в состоянии поймать меня. Если вы этого не сделаете, вы — налоговые воры. Должен ли я похитить главного директора полиции префектуры?». 
В письме также сообщалось полицейским о цвете автомобиля, на котором бандиты передвигались во время похищения Эдзаки, а также о супермаркете, в котором они купили продукты, которыми его кормили во время плена, хотя эти улики мало помогли властям. Тем временем Монстр с 21 лицом также разослал письма в СМИ, высмеивая усилия полиции по поимке виновника, стоящего за общественной паникой.

Выдержка из одного такого письма гласит: 
«Дорогие тупые полицейские. Не говори неправду. Все преступления начинаются со лжи, как мы говорим в Японии. Разве ты этого не знаешь?».
Другое письмо, отправленное Монстром с 21 лицом, которое было получено 23 апреля, было отправлено в газеты «Санкэй» и «Майнити», а также в полицейский участок Косиэн.

Текст письма гласил: 
«Полицейским дуракам: Ты не должен лгать. Если вы лжете, вы крадете. Я также отправил это в полицию Косиэна. Почему ты лжешь. Не надо ничего скрывать. Почему ты жалуешься? У вас, ребята, сейчас такие трудные времена, поэтому я дам вам подсказку. Я вошел на фабрику через боковой вход для персонала. Пишущая машинка, которую мы использовали, называется PAN-writer. Использованный пластиковый контейнер был куском уличного мусора. Монстр с 21 лицом». 
Монстр с 21 лицом отправил свое первое письмо 10 мая в кондитерскую компанию «Ezaki Glico» после похищения и побега Кацухисы Эдзаки, президента корпорации. В письме говорилось о том, что неизвестные подсыпали в кондитерские изделия компании цианистого калия на общую сумму в 21 миллион долларов, а позже пригрозили выставить их на полки магазинов. Ни одна из отравленных конфет так и не была найдена, однако продукция «Glico» была оперативно изъята из магазинов, что привело к потере более 20 миллионов долларов дохода и увольнению 450 работников. К концу преследования бандитами руководство компании сообщило об общем снижении продаж почти на 130 миллионов долларов. 26 июня Монстр с 21 лицом опубликовал сообщение, в котором объявил о своем прощении компании, и последующее преследование корпорации прекратилось.

#### Письмо корпорации «Morinaga»
Прекратив преследование «Glico», Монстр с 21 лицом начал нападать на «Morinaga», другую кондитерскую компанию, а также пищевые компании «Marudai Ham» и «House Food Corporation» с аналогичной схемой вымогательства, используя тот же псевдоним.
В октябре 1984 года в информационные агентства Осаки было отправлено письмо, адресованное «Мамам нации» и подписанное Монстром с 21 лицом, с предупреждением о том, что в 20 упаковках конфет «Моринага» был смертельно опасный цианид натрия. После получения этого письма полиция досконально обыскала магазины в городах от Токио до западной Японии и обнаружила более дюжины смертоносных упаковок шоколадных шариков «Моринага» и пирога «Ангел», прежде чем кто-либо был отравлен. На этих упаковках были наклеены этикетки, такие как «Опасно: содержит токсины».

В феврале 1985 года было обнаружено еще больше фальсифицированных кондитерских продуктов, в общей сложности 21 смертельно опасное изделие. 1 ноября 1984 года в токийский дом вице-президента «Morinaga Dairy» Мицуо Ямады пришло письмо с угрозами от Монстра с 21 лицом:
«Президенту: Вы видели нашу силу, не так ли? Если вы ослушаетесь нас, мы уничтожим вашу компанию. Вас убьют. Решите, хотите ли вы дать нам деньги или хотите, чтобы ваша компания была уничтожена? Расскажите нам в газете Майнити 5 или 6 ноября. Используйте пропавших без вести. Используйте эти слова в ответе: Дзиро, Моринага, Мать, Полиция, Плохой друг, Деньги, Еда. Как мы уже говорили, мы хотим двести миллионов иен. Монстр с 21 лицом».
6 ноября Моринага ответил преступникам, разместив объявление о пропаже людей в утреннем выпуске газеты «Майнити»:
«Дорогой Дзиро, Плохой друг исчез. Возвращаться обратно. Вас ждет теплая еда. Мама Тиёко.» 
Два письма от Монстра с 21 лицом были отправлены в «House Foods» 7 ноября. Кроме того, «Morinaga & Company» была вынуждена сократить производство на 90 % в тот день из-за отравления своих изделий.

## Смерть суперинтенданта Ямамото и прекращение писем
Не сумев поймать загадочных преступников, суперинтендант полиции по фамилии Ямамото из префектуры Сига совершил самоубийство через самосожжение в августе 1985 года, не выдержав позора и общественного давления. Через пять дней после этого события, 12 августа, «Монстр» отправил свое последнее сообщение средствам массовой информации:
«Ямамото из полиции префектуры Сига умер. Как глупо с его стороны! У нас нет ни друзей, ни тайного убежища в Сиге. Это Есино или Шиката должны были умереть. Чем они занимались целых один год и пять месяцев? Не позволяй таким плохим парням, как мы, выйти сухими из воды. Есть еще много дураков, которые хотят копировать нас. Ямамото без карьеры умер как мужчина. Поэтому мы решили выразить наши соболезнования. Мы решили забыть о пытках компаний, производящих продукты питания. Если кто-то шантажирует какую-либо из компаний по производству продуктов питания, то это не мы, а кто-то, копирующий нас. Мы плохие парни. Это означает, что у нас есть чем заняться, кроме запугивания компаний. Забавно вести жизнь плохого человека. Монстр с 21 лицом.»
После этого письма о Монстре с 21 лицом больше ничего не было слышно. Срок давности по делу о похищении Кацухисы Эдзаки, президента «Glico», окончательно истек в июне 1995 года, а срок давности по делу о попытке отравления конфет «Моринага» истек в феврале 2000 года. В какой-то момент было подсчитано, что более миллиона сотрудников полиции работали над этим делом в том или ином качестве на протяжении многих лет, собрав более 28 000 подсказок от неизвестных и расследуя дела почти 125 000 человек. Однако ни одному подозреваемому так и не было предъявлено конкретное обвинение.

## Подозреваемые

#### «Человек, снятый на видео»

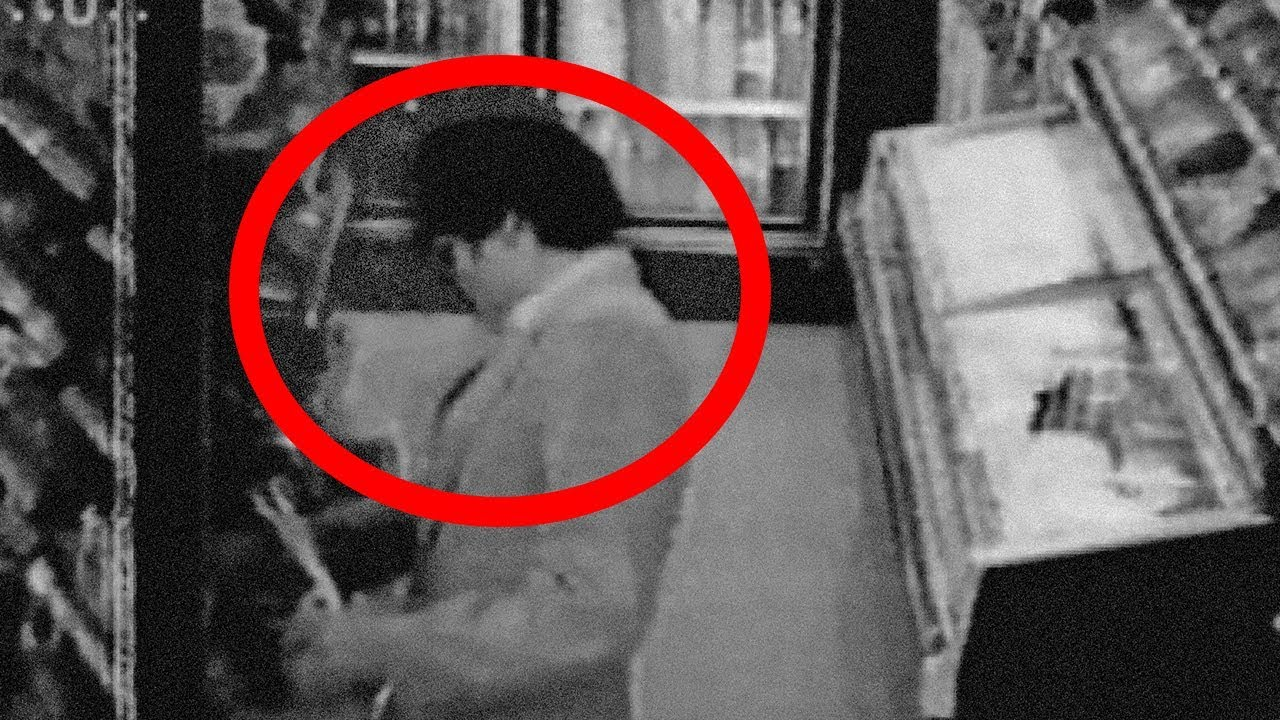
Человек в бейсболке, снятый на камеру видеонаблюдения

После угроз Монстра с 21 лицом отравить кондитерские изделия «Glico» и последовавшего за этим массового изъятия продуктов компании с полок, некий мужчина в бейсболке Yomiuri Giants был зафиксирован камерой видеонаблюдения за размещением шоколада «Glico» на полке магазина. Считалось, что этот человек стоит за Монстром с 21 лицом. Фотография с камеры наблюдения была обнародована после этого инцидента.

#### "Человек с «лисьими глазами»
28 июня 1984 года, через два дня после того, как Монстр согласился прекратить преследование компании «Marudai» в обмен на 50 миллионов иен, полиция была близка к поимке преступников. Следователь замаскировался под сотрудника «Marudai» и следовал инструкциям Монстра по обмену денег. Когда он ехал на поезде к месту выдачи денег, он заметил подозрительного мужчину, наблюдающего за ним. Его описали как крупного, хорошо сложенного мужчину в темных очках, с коротко подстриженными волосами и химической завивкой. Также сообщалось о том, что у него «глаза, как у лисы». Пока следователи следили за ним, Человек с лисьими глазами (яп. キツネ目の男, кицунэ-ме но отоко) в конце концов ускользнул от них. Через некоторое время следователи снова увидели Мужчину с лисьими глазами, сопровождавшего предполагаемую группу «Монстров» во время обмена деньгами с «House Food Corporation». И вновь ему удалось ускользнуть от полиции и избежать поимки.

#### Манабу Миядзаки
Столичная полиция Токио сначала опознала Манабу Миядзаки, сына известного босса одного из кланов якудзы и преступника, как Человека с лисьими глазами и Человека, снятого на видео, из-за его сходства с этими двумя подозреваемыми. Миядзаки также был вовлечен в трудовой спор с компанией «Glico» около десяти лет назад. Однако после того, как его алиби было проверено, с него сняли все обвинения, хотя некоторые все еще подозревают, что он мог быть связан с группой.